# Drechtraad
De Drechtraad is het algemeen bestuur van de Drechtsteden. Zij bepaalt, in overleg met vertegenwoordigers van het bedrijfsleven en maatschappelijke partners, de kaders voor het beleid in de regio. Het Drechtstedenbestuur voert het beleid uit en de Drechtraad controleert dat, net zo als een gemeenteraad het college van burgemeesters en wethouders controleert.
Iedere politieke fractie in de gemeenteraden van de zes deelnemende gemeenten in de regio Drechtsteden (Alblasserdam, Dordrecht, Hendrik-Ido-Ambacht, Papendrecht, Sliedrecht, Zwijndrecht) heeft een raadslid als vertegenwoordiger in de Drechtraad. Dat zorgt voor indirecte invloed van lokale politici in het regionale bestuur. Om recht te doen aan de grootte van de partijen vertegenwoordigt ieder lid het aantal stemmen dat op deze partij is uitgebracht bij de laatste gemeenteraadsverkiezingen. 
De Drechtraad vergadert op de Drechtstedendinsdag. Deze regionale overlegdag vindt iedere eerste dinsdag van de maand plaats. Deze vergadering geeft gelegenheid voor raadsleden colleges en externe partijen met elkaar te overleggen. De leden van de Drechtraad worden ondersteund door de regiogriffie.
Ook de leden van het Drechtstedenbestuur maken deel uit van de Drechtraad. Op 31 maart 2010 is Arno Brok door de Drechtraad benoemd tot voorzitter van de Drechtraad en tot voorzitter van het dagelijks bestuur, het Drechtstedenbestuur. Op 3 oktober 2017 is zijn opvolger Wouter Kolff door de Drechtraad benoemd tot voorzitter, tevens voorzitter van het Drechtstedenbestuur.